# Marcelo Valko
Marcelo Valko (Buenos Aires, 5 de septiembre de 1958) es un escritor, psicólogo, docente, periodista y militante social, especialista en etnoliteratura y geografía sagrada, dedicado a la investigación del genocidio indígena y afrodescendiente.

## Reseña biográfica
A los 9 años, Valko se muda con su familia a Paraguay debido al trabajo de su padre en La Industrial Paraguaya, denunciada por violaciones a los DDHH por Rafael Barret y Augusto Roa Bastos, entre otros. Presenciar situaciones extremas lo marcan para siempre. La mayor parte de la experiencia en tierras guaraníes transcurre en Puerto Stroessner (hoy Ciudad del Este) en aquel entonces un pueblo con pocos miles de habitantes. Su colegio secundario bautizado con el nombre del dictador no tenía vidrios, era de tablas, techo de chapa y escasos libros. La contrapartida era la exuberante naturaleza y la selva que comenzaba al cruzar la calle de tierra. Allí comienza a escribir y regresa a Buenos Aires en 1975 para terminar la secundaria. 

## Primeros trabajos
Al año siguiente la Facultad de Psicología de la UBA le abre el mundo en todo sentido. Pronto la preocupación por la desmemoria de la historia oficial, el compromiso social y la necesidad de una Patria Grande lo lleva a realizar varios viajes por América. Se encuentra en México cuando se produce la aparición del zapatismo. Comienzan sus conferencias y las primeras publicaciones sobre el imaginario profundo del continente.
Realiza trabajos de prospección arqueológica junto a su gran amiga la arqueóloga María Florencia Kusch de donde surge su libro sobre la Ciudad Mítica de Bañado de los Pantanos.
Su investigación Los indios invisibles del Malón de la Paz, del que tiene un ejemplar “sembrado” en una ceremonia andina junto a su Proyecto de Ley consigue una pensión graciable para Ciriaco Condori, Buenaventura Solano y Narciso López sobrevivientes del Malón de la Paz otorgada por el Congreso Nacional.
El antropólogo Carlos Martínez Sarasola comenta en relación con este trabajo:
Su libro sobre el Malón de la Paz es una obra clave para entender un hito en la lucha de los pueblos originarios por la recuperación de sus tierras y la reafirmación de sus identidades, digna de ese buceador de profundidades que es Marcelo Valko. El libro exhuma del olvido un acontecimiento emblemático de nuestra historia reciente haciendo descarnadamente presente a los invisibles.
Funda la Cátedra “Imaginario Étnico, Memoria y Resistencia”, inicialmente en UPMPM, hasta que renuncia en forma indeclinable en mayo de 2012. Desde ese momento se desempeña como docente de FUPE. Fue asesor histórico de la Comedia de la Provincia de Buenos Aires en “Teatro e Historia Hacia el Bicentenario” entre 2008 y 2012 dirigido por Lito Cruz, oportunidad en que realiza los núcleos temáticos de 44 obras que-elaboradas por distintos dramaturgos-fueron representados en escuelas, museos, cárceles e incluso en el Ministerio de Defensa.
Con firme tenacidad cada año desde 2010, Valko viene presentando un proyecto de ley para recuperar el verdadero Escudo Nacional amputado por los ideólogos de la Argentina que vino de Europa, que no ha sido tratado pese a la repercusión periodística.

## Pedestales o prontuarios: desmonumentar al general Julio Roca
A raíz de su actividad desenmascarando la historia oficial que en palabras de Hernández Arregui “no es otra cosa que la obra maestra de la oligarquía”y la amistad que establece con Osvaldo Bayer, quien realiza cuatro prólogos a sus libros, Valko comienza a secundarlo en la tarea de desmonumentar al general Julio Roca, que la elite utiliza como mascarón de proa. 
En el prólogo que Bayer realiza para Pedagogía de la Desmemoria señala:
Penetrar esta profunda investigación de Marcelo Valko es ganar las armas de la información para buscar respuestas a la pregunta: ¿qué nos pasó a los argentinos? Las citas de los llamados pensadores que aparecen aquí, una a una, son imperdibles. Un trabajo revelador y profundo. El libro para el gran debate histórico.

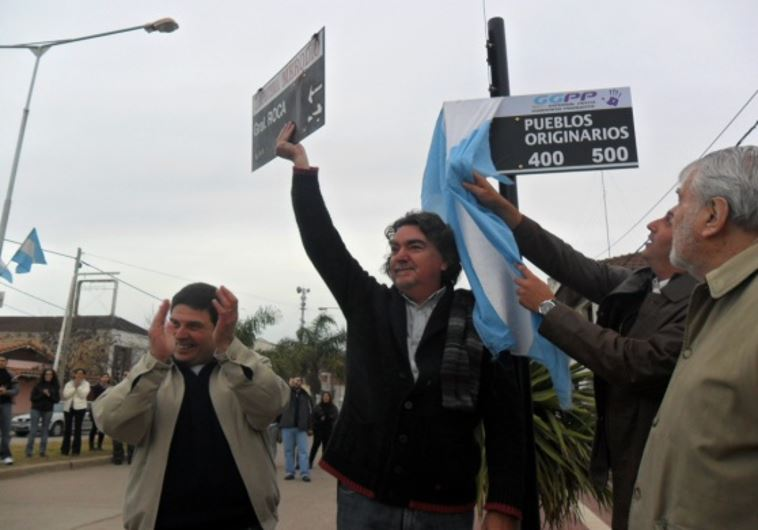
Marcelo Valko junto a Osvaldo Bayer. Cambio de la calle Julio Roca por Pueblos Originarios en General Pinto. 20 de junio de 2012

## Combatiendo la Desmemoria
Además de su tarea docente, Valko brinda seminarios en distintos puntos de Argentina, Brasil, Chile, Bolivia, Perú, Ecuador, Colombia y México, así como en Europa y EEUU, resaltando la necesidad de crear un pensamiento propio adaptado a la realidad latinoamericana. Es autor de más de un centenar de artículos científicos y periodísticos publicados por Sudestada, Solidaridad Global, El Independiente, Runa, Revista Andina, Cuadernos Hispanoamericanos y portales digitales: Resumen Latinoamericano, Contrahegemonia, VAS Buenos Aires y Cronicon entre otros medios. Entre 2020 y 2021 tuvo una columna semanal en LRA16.Tiene participación en numerosos documentales como Inacayal, de Myriam Angueira, y en la trilogía de Sebastián Díaz La Muralla Criolla, 4 Lonkos y Jinetes de Roca.  
Pese a ser ninguneado por los medios hegemónicos dado que sus investigaciones sobre genocidio y DDHH resulta “incomoda”, sus libros tienen numerosas ediciones. Varias de sus investigaciones fueron utilizadas en juicios contra el Estado por delitos de lesa humanidad como El malón que no fue, que desnuda la masacre de mocovíes en San Javier. Al principio de cada cursada le advierte a sus estudiantes “la necesidad de pensar para evitar ser pensados”.
El poder tiene pánico en recordar por eso reelabora un pasado acorde a su presente para que todo siga igual en el futuro. Hoy estamos asistiendo a un cambio de paradigma, el patriotismo teatral cruje y las voces que vienen de lejos se alzan contra el olvido.